# هاغان
هاغان (بالإنجليزية: Hagan, Georgia)‏ هي مدينة تقع في مقاطعة إيفانز، جورجيا بولاية جورجيا في الولايات المتحدة. تبلغ مساحة هذه المدينة 5.7 (كم²)، وترتفع عن سطح البحر 58 م، بلغ عدد سكانها 898 نسمة في عام 2010 حسب إحصاء مكتب تعداد الولايات المتحدة.

## أعلام
- ويليام واشنطن لارسن

## وصلات خارجية
- Cities & Counties - Georgia.gov